# Amphisbaenidae
Famille
Les Amphisbaenidae sont une famille de reptiles du sous-ordre des Amphisbaenia (les amphisbènes). Elle a été créée par John Edward Gray en 1865.

## Répartition
Les espèces de cette famille se rencontrent dans le sud de l'Afrique, en Europe
et en Amérique.

## Description
Les divers membres de cette famille se caractérisent par une absence de pattes. 

## Liste des genres
Selon The Reptile Database (19 juil. 2011) :
- Amphisbaena Linnaeus, 1758
- Ancylocranium Parker, 1942
- Baikia Gray, 1865
- Chirindia Boulenger, 1907
- Cynisca Gray, 1844
- Dalophia Gray, 1865
- Geocalamus Günther, 1880
- Loveridgea Vanzolini, 1951
- Mesobaena Mertens, 1925
- Monopeltis Smith, 1848
- Zygaspis Cope, 1885

Les genres Anops, Aulura, Bronia, Cercolophia et Leposternon ont été placés en synonymie avec Amphisbaena.

## Publication originale
- Gray, 1865 : A revision of the genera and species of amphisbaenians with the descriptions of some new species now in the collection of the British Museum. Proceedings of the Zoological Society of London, vol. 1865, p. 442-455 (texte intégral).